# Roquefère
Roquefère é uma comuna francesa na região administrativa de Occitânia, no departamento de Aude. Estende-se por uma área de 8,06 km². Em 2010 a comuna tinha 81 habitantes (densidade: 10 hab./km²).